# Veľké Držkovce
Veľké Držkovce es un municipio del distrito de Bánovce nad Bebravou en la región de Trenčín, Eslovaquia, con una población estimada a final del año 2024 de 637 habitantes.
Se encuentra ubicado en el centro-sur de la región, cerca del río Bebrava (cuenca hidrográfica del río Danubio) y de la frontera con la región de Nitra.

## Demografía
| Año        | 1994 | 2004     | 2014    | 2024    |
| ---------- | ---- | -------- | ------- | ------- |
| Población  | 586  | 670      | 653     | 637     |
| Diferencia |      | +14,33 % | −2,53 % | −2,45 % |

| Año        | 2023 | 2024    |
| ---------- | ---- | ------- |
| Población  | 654  | 637     |
| Diferencia |      | −2,59 % |